# Wapen van 's-Gravenbrakel

Wapen van 's-Gravenbrakel.

Het wapen van 's-Gravenbrakel is het heraldisch wapen van de Henegouwse gemeente 's-Gravenbrakel. Het wapen werd in 1822 voor het eerst aan de gemeente 's-Gravenbrakel toegekend en op 21 juli 1838 en ten slotte op 1 december 1977 herbevestigd.

## Geschiedenis
Het wapen van 's-Gravenbrakel is gebaseerd op de oude zegel van de gemeente. Toen graaf Boudewijn IV van Henegouwen in 1158 's-Gravenbrakel kocht, bouwde hij er een sterke vesting en deze duikt op op de oudst bekende zegels uit de 15e eeuw. Mettertijd werd het kasteel vervangen door een toren, dewelke vandaag het schild van de gemeente siert.

## Blazoenering
De huidige blazoenering is:

D'argent à une tour, crenelée de deux pièces et de deux demies, de sable.
— Koninklijk Besluit van 1 december 1977.